# Michael Galea
Michael Galea (ur. 1 lutego 1979) – maltański piłkarz występujący na pozycji napastnika. Od początku profesjonalnej kariery gra w drużynie Birkirkara FC.

## Kariera piłkarska
Michael Galea jest wychowankiem juniorów Melita FC. W wieku 18 lat podpisał kontrakt z drużyną Birkirkara FC. Tu gra do dziś. Ma na swoim koncie ponad 300 występów w maltańskiej Premier League oraz ponad 150 bramek. Z Birkirkarą trzykrotnie zdobywał mistrzostwo, czterokrotnie Puchar Malty i pięciokrotnie Superpuchar.
W 2002 roku Michael Galea został po raz pierwszy powołany do reprezentacji Malty. Ostatni mecz zagrał dwa lata później. W sumie ma pięć występów na koncie. Nie strzelił ani jednej bramki.

### Statystyki reprezentacyjne
| Reprezentacja | Rok  | Mecze | Gole |
| ------------- | ---- | ----- | ---- |
| Malta         | 2004 | 3     | 0    |
| Malta         | 2003 | 1     | 0    |
| Malta         | 2002 | 0     | 0    |
| Malta         | 2001 | 0     | 0    |
| Malta         | 2000 | 1     | 0    |

## Sukcesy klubowe

### Birkirkara FC
- Zwycięstwo:
  - Maltese Premier League: 2000, 2006, 2010
  - Puchar Malty: 2002, 2003, 2005, 2008
  - Superpuchar Malty: 2002, 2003, 2004, 2005, 2006
- Drugie miejsce:
  - Maltese Premier League: 1998, 1999, 2003, 2004, 2005
  - Puchar Malty: 1999, 2000, 2001
  - Superpuchar Malty: 1999, 2000, 2008